# Humerieuopsis parvoarmatus
Humerieuopsis parvoarmatus là một loài bọ cánh cứng trong họ Attelabidae. Loài này được Lea miêu tả khoa học năm 1929.